# Сателітний вузол

Приклад 1. Сума трилисника і вісімки.

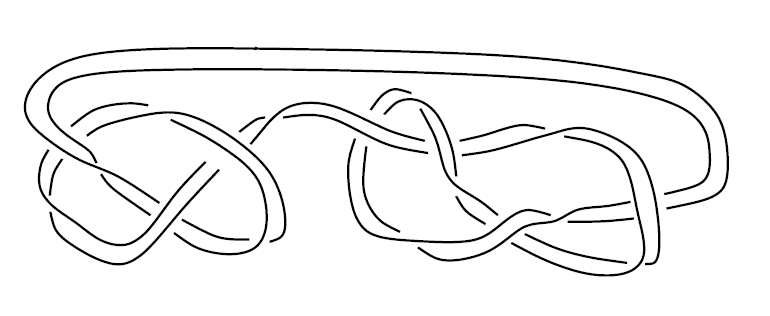
Приклад 3: Кабельна сума

В математичній теорії вузлів сателітний вузол — це вузол, що містить у своєму доповненні нестисний тор, що не є ∂-паралельним. Кожен вузол є або гіперболічним, або торичним, або сателітним. До класу сателітних вузлів належать складені вузли, кабельні вузли та дублі Вайтгеда. (Див. означення останніх двох класів нижче в розділі Основні сімейства). Сателітне зачеплення — це зачеплення, яке обертається навколо супровідного вузла K в тому сенсі, що воно лежить усередині його регулярного околу.
Сателітний вузол {\displaystyle K} можна наочно описати так: візьміть нетривіальний вузол {\displaystyle K'}, що лежить всередині незавузленого повнотора {\displaystyle V}. Тут «нетривіальний» означає, що вузол {\displaystyle K'} не може лежати в 3-сфері, яка міститися у {\displaystyle V} і {\displaystyle K'} не може бути ізотопним центральній кривій суцільного тора. Потім повнотор зав'яжіть у нетривіальний вузол.

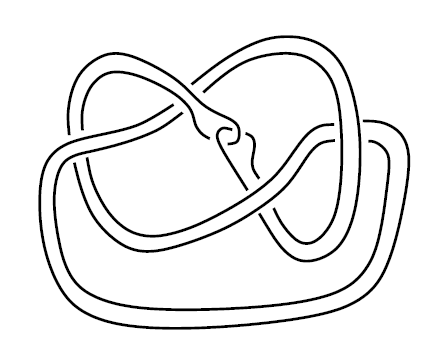
Приклад 2. Дубль Вайтгеда вісімки.

Це означає, що існує нетривіальне вкладення {\displaystyle f\colon V\to S^{3}} і {\displaystyle K=f(K')}. Центральна крива повнотора {\displaystyle V} переходить на вузол {\displaystyle H}, який називається «супровідним вузлом» і грає роль планети, навколо якої облітає «сателітний вузол» {\displaystyle K}. Побудова гарантує, що {\displaystyle f(\partial V)} — не ∂-паралельний нестисливий тор у доповненні до {\displaystyle K}. Складені вузли містять особливий вид нестисного тора — охопно-ковзний[уточнити] (англ. swallow-follow torus) — який охоплює один доданок та проходить уздовж іншого.
Якщо {\displaystyle V} — незавузлений повнотор, то {\displaystyle S^{3}\setminus V} є трубчастим околом безвузла {\displaystyle J}. Двокомпонентне з'єднання {\displaystyle K'\cup J} разом із вкладенням {\displaystyle f} називається шаблоном, пов'язаним із сателітною операцією.
Домовленість: зазвичай вимагається, що вбудовування {\displaystyle f\colon V\to S^{3}} розкручене в тому сенсі, що {\displaystyle f} необхідно надіслати стандартну довготу {\displaystyle V} до стандартної довготи {\displaystyle f(V)}. Іншими словами, для будь-яких двох неперетинних кривих {\displaystyle c_{1},c_{2}\subset V}, {\displaystyle f} зберігає їхні числа зв'язків, тобто: {\displaystyle lk(f(c_{1}),f(c_{2}))=lk(c_{1},c_{2})}.

## Основні сімейства
Якщо {\displaystyle K'\subset \partial V} — торичний вузол, то {\displaystyle K} називають кабельним вузлом. Приклади 3 і 4 є кабельними вузлами.
Якщо {\displaystyle K'} — нетривіальний вузол в {\displaystyle S^{3}} і якщо диск стиснення для {\displaystyle V} перетинає {\displaystyle K'} рівно в одній точці, то {\displaystyle K} називають сумою підключення. Іншими словами, візерунок {\displaystyle K'\cup J} є сумою нетривіального вузла {\displaystyle K'} з зачеплення Гопфа.
Якщо зачеплення {\displaystyle K'\cup J} — зачеплення Вайтгеда, то {\displaystyle K} називають дублем Вайтгеда. Якщо {\displaystyle f} розкручений, {\displaystyle K} називають розкрученим дублем Вайтгеда.

## Приклади
Приклад 1: Сума з'єднання вузла-вісімки і трилистника.
Приклад 2: Розкручений дубль Вайтгеда вісімки.
Приклад 3: Кабельна сума.
Приклад 4: Кабельний трилисник.
Приклади 5 і 6 є варіантами однієї конструкції. Обидва вони мають у своїх доповненнях два непаралельних, не ∂-паралельних нестисливих тори, що розбивають доповнення на об'єднання трьох многовидів. У прикладі 5 ці многовиди: доповнення кілець Борромео, доповнення трилисника та доповнення вісімки. У прикладі 6 доповнення до вісімки замінено ще одним доповненням трилисника.

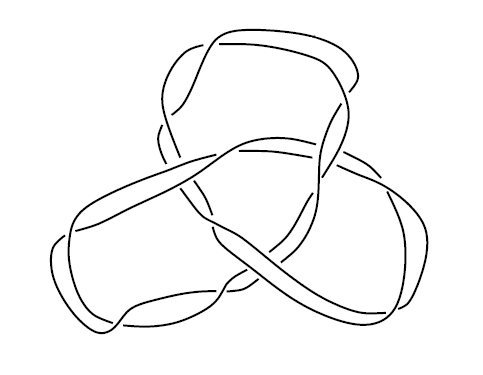
Приклад 4. Кабельний трилисник.

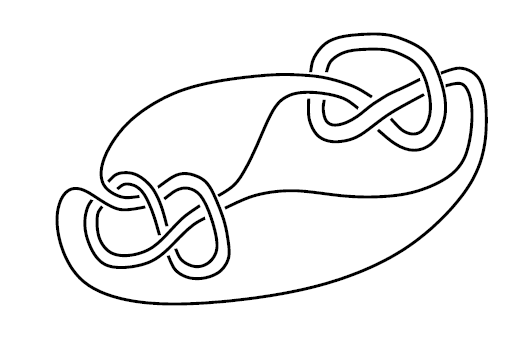
Приклад 5. Вузол, який є дворазово сателітним, оскільки він має непаралельні охопно-ковзні тори.

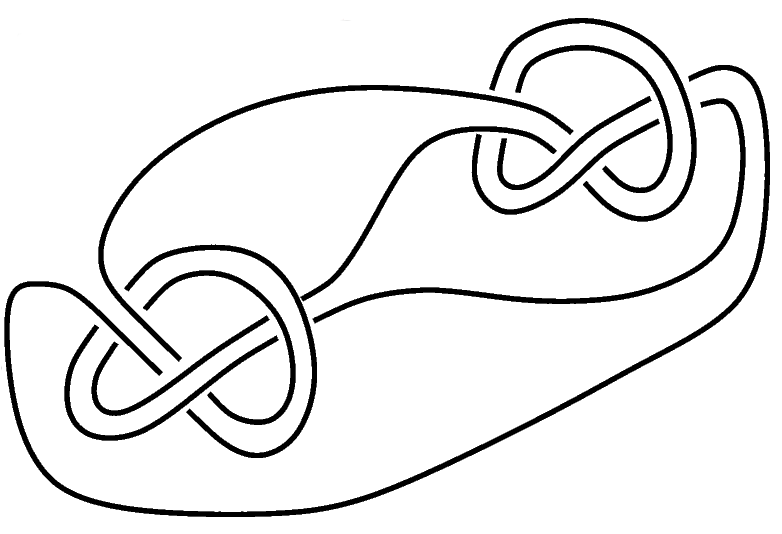
Приклад 6. Вузол, який є дворазово сателітним, оскільки має непаралельні охопно-ковзні тори.

## Походження
1949 року Горст Шуберт довів, що кожен орієнтований вузол в {\displaystyle S^{3}} розкладається як сума простих вузлів унікальним способом, аж до переупорядкування, роблячи моноїд орієнтованих ізотопічних класів вузлів у {\displaystyle S^{3}} вільним комутативним моноїдом на зліченно-нескінченній кількості твірних. Незабаром після цього він зрозумів, що може надати нове доведення своєї теореми шляхом ретельного аналізу нестисливих торів, присутніх у доповненні суми. Це привело його до вивчення нестисливих торів у доповненнях вузлів у його відомій роботі Knoten und Vollringe, де він визначив сателітні та супровідні вузли.

## Подальші роботи
Демонстрація Шубертом того, що нестисливі тори відіграють важливу роль у теорії вузлів, була однією з ранніх ідей, що привели до об'єднання теорії 3-многовидів і теорії вузлів. Це привернуло увагу Вальдгаузена, який пізніше використав нестисливі поверхні, щоб показати, що великий клас 3-многовидів гомеоморфний тоді і тільки тоді, коли їхні фундаментальні групи ізоморфні. Вальдгаузен припустив розклад 3-многовидів уздовж сфер і нестисливих торів, відомий зараз як розклад 3-многовидів Жако — Шалена — Йогансона. Пізніше це стало основним компонентом розвитку геометризації, яку можна розглядати як часткову класифікацію 3-вимірних многовидів. Відгалуження теорії вузлів вперше описано в довго не публікованому рукописі Бонахона і Зібенмана.

## Унікальність сателітної декомпозиції
У роботі Knoten und Vollringe Шуберт довів, що в деяких випадках існує по суті унікальний спосіб подати вузол як сателітний. Але є також багато відомих прикладів, коли розклад не є унікальним. З належним чином розширеним поняттям сателітної операції, що називається сплайсингом, розклад Жако — Шалена — Йогансона дає відповідну теорему унікальності для сателітних вузлів.